# Letnitsa (huyện)
Letnitsa là một huyện thuộc tỉnh Lovech, Bungaria. Dân số thời điểm năm 2001 là 5607 người.